# Manijači
Manijači je duet Zdravka Čolića i Gorana Bregovića iz 2010. godine. Izdan je kao prvi singl s Čolinog albuma Kad pogledaš me preko ramena, te kao prvi singl s albuma za kojeg je snimljen spot. Izdan je u ožujku 2010. godine, nekoliko dana prije izlaska samog albuma. 

## Nastanak
Pjesma je nastala kao zajednički autorsko projekt dugogodišnjih prijatelja, Zdravka Čolića i Gorana Bregovića, na Čolićevu inicijativu. Sam Čolić napisao je i glazbu, a Bregović je bio zadužen za tekst pjesme kojeg je, kasnije, doradila Marina Tucaković. Pjesma govori o njihovom zajedničkom prijateljstvu i druženju tijekom studentskih dana u Sarajevu. 
Ovo je Čolićev prvi duet u njegovoj višegodišnjoj uspješnoj karijeti i prva suradnja s Bregovićem nakon punih 13 godina. Ovo je ujedno bio i prvi Bregovićev duet s nekim glazbenikom i prvi pjevački nastup nakon dugo godina. Glazba je obilježena Bregovićevim karakterističnim stilom, a riječi na humorističan način govore o studentskim danima dvojice pjevača u Sarajevu. 

## Snimanje
Snimanje je započelo početkom ožujka 2010. godine u Sarajevu, što je, kako je Bregović rekao, bio prvi međusobni susret dvojice pjevača u Sarajevu nakon dugo godina. Čolić je nekoliko dana prije snimanja u Sarajevu dovršio snimanje cjelokupnog materijala za svoj novi album u prestižnom londonskom studiju Metropolis. Snimanje je trajalo jedan dan, a nakon toga je uslijedilo snimanje spota za pjesmu.

## Spot
Obavezu snimanja spota preuzeo je, kao redatelj, Ahmed Imamović, a ideje u izradi spota dali su i Brega i Čola, što je ujedio bio prvi put da Bregović radi spot. Nakon brzog jednodnevnog snimanja, post-produkcijski posao odradio je Midhat Mujkić. Ono što je zanimljivo uz ovaj spot je da u velikoj mjeri podjeća na spot pjesme Paula Simona i Chevyja Chasea za pjesmu "You Can Call Me Al". Kao i tu, spot se odvija u jednoj omalenoj bijeloj prostoriji sa samo dvije stolice. U sobu ulaze Brega i Čola i postepeno počinju koristiti i donositi raznorazne instrumente (truba, bubanj...), što su isto radili i Simon i Chase u spotu. Ideja o spotu potekla je od uspješnog dizajnera Bojana Hadžihalilovića koji je smatrao da bi bilo zabavno sminiti novu verziju Simonovog spota. Spot je sniman u studiju televzije Pink BH, a javnosti je predstavljen dan nakon snimanja.